# Вальянівське
Валья́нівське, (попер. назви Се́лище ша́хти № 9 і́мені Ле́ніна, Ле́нінське) — селище в Україні, у Довжанській міській громаді Довжанського району Луганської області.
Знаходиться на тимчасово окупованій території України.

## Географія
Географічні координати: 48°4' пн. ш. 39°33' сх. д. Часовий пояс — UTC+2. Загальна площа села — 6 км².
Селище розташоване у східній частині Донбасу за 6 км від міста Довжанська. На території селища знаходиться залізничний роз'їзд Вальяновський на лінії Дебальцеве — Звєрево.

## Історія
Поселення виникло 1900 року у зв'язку з будівництвом залізничного роз'їзду. У 1903 році почалося спорудження шахти № 9, яку згодом присвоєно ім'я Леніна. До 1936 року селище мало описову назву Селище шахти № 9 імені Леніна.
1959 року до складу селища були включені селища Червоний Маяк та шахти № 3-4. З моменту їх об'єднання поселення носило назву Ленінське, а в 2016 році було перейменовано на Вальянівське.
12 червня 2020 року, відповідно до Розпорядження Кабінету Міністрів України № 717-р «Про визначення адміністративних центрів та затвердження територій територіальних громад Луганської області», увійшло до складу Довжанської міської громади.
17 липня 2020 року, в результаті адміністративно-територіальної реформи та ліквідації  колишніх Довжанського (1938—2020) та Сорокинського районів, увійшло до складу новоутвореного Довжанського району.

## Населення

### Мова
Розподіл населення за рідною мовою за даними перепису 2001 року:
| Мова            | Кількість | Відсоток |
| --------------- | --------- | -------- |
| російська       | 3752      | 92.05%   |
| українська      | 292       | 7.17%    |
| білоруська      | 7         | 0.17%    |
| румунська       | 3         | 0.07%    |
| вірменська      | 2         | 0.05%    |
| болгарська      | 1         | 0.02%    |
| інші/не вказали | 19        | 0.47%    |
| Усього          | 4076      | 100%     |

За даними перепису 2001 року населення селища становило 4076 осіб, з них 7,16 % зазначили рідною українську мову, 92,05 % — російську, а 0,79 % — іншу.